# Richard Bolla
Richard Bolla, vlastním jménem Robert Kerman (16, prosince 1947 New York – 27, prosince 2018), byl americký herec. Pod jménem Richard Bolla se objevil ve více než stovce pornografických filmů. V 80. letech hrál pod svým jménem v několika italských hororových filmech, například Kanibalové režiséra Ruggera Deodata a Cannibal Ferox, který režíroval Umberto Lenzi. Účinkoval i ve filmu Sama Raimiho Spider-Man.